# Druss Legenda – pierwsze kroniki
Druss Legenda – pierwsze kroniki (ang. The First Chronicles of Druss the Legend) – powieść fantasy brytyjskiego pisarza Davida Gemmella. Wydana w 1993 roku.
Książka była szóstą powieścią wydaną w ramach Sagi Drenajów. Biorąc jednak pod uwagę chronologie świata powieści, jest czwarta w kolejności.
W Polsce została wydana w 2000 roku nakładem wydawnictwa Zysk i S-ka w przekładzie Zbigniewa A. Królickiego. Pierwsze polskie wydanie miało 408 stron (ISBN 83-7150-613-9). Brak informacji co do wznowienia książki przez wydawnictwo Mystery.